# ×Leydeum littorale
XLeydeum littorale là một loài thực vật có hoa trong họ Hòa thảo. Loài này được (H.J. Hodgs. & W.W. Mitch.) Barkworth mô tả khoa học đầu tiên năm 2006.